# Rieth
Rieth az Amerikai Egyesült Államok Oregon államának Umatilla megyéjében, az Interstate 84 és a U.S. Route 30 közös szakasza közelében elhelyezkedő önkormányzat nélküli település.

## Története
Névadója a Rieth család; először „Reith”-ként rögzítették, de ezt hamarosan javították. Egykor érintette az Oregon Railroad and Navigation Company 1907-ben kiépült Pilot Rock-i mellékvonala, ami itt csatlakozott a fővonalhoz (egykor Umatilla Central Railroad). A posta 1917 és 1971 között működött. A vasúti járműjavítót később Hinkle-be költöztették.
1922-ben iskolája és boltja volt, ekkor kétszázan éltek itt. 1940-re lakossága 45 főre csökkent.

## Fordítás
- Ez a szócikk részben vagy egészben  a   Rieth, Oregon című angol Wikipédia-szócikk ezen változatának fordításán alapul.  Az eredeti cikk szerkesztőit annak laptörténete sorolja fel. Ez a jelzés csupán a megfogalmazás eredetét és a szerzői jogokat jelzi, nem szolgál a cikkben szereplő információk forrásmegjelöléseként.